# The Video Collection (Anastacia)
The Video Collection è un DVD-Video che raccoglie i primi 10 videoclip della cantante Anastacia, distribuito alla fine del 2002; il disco è stato poi ripubblicato nel 2008 con un packaging differente e in abbinamento a un'edizione del Greatest Hits della cantante, Pieces of a Dream.

## Video musicali
1. I'm Outta Love
2. Not That Kind
3. Cowboys & Kisses
4. Made for Lovin' You
5. Paid My Dues
6. One Day in Your Life (U.S. version)
7. One Day In Your Life (International version)
8. Boom
9. Why'd You Lie to Me
10. You'll Never Be Alone

## The Making Of
1. One Day In Your Life Video
2. Boom Video
3. Why'd You Lie to Me Video
4. You'll Never Be Alone Video

## Remix videos
1. I'm Outta Love (Hex Hector Radio Edit)
2. Not That Kind (Kerri Chandler Mix)

## Special features
1. Biography
2. Photo Gallery
3. Who is Anastacia?